# Edgar Lawrence Doctorow
Edgar Lawrence Doctorow, írásai címlapján E. L. Doctorow (New York, 1931. január 6. – New York, 2015. július 21.) amerikai író, esszéista. A 20. század első felének Amerikáját megelevenítő, társadalombíráló, sajátos hangulatú, történetmesélő könyvei az amerikai irodalom jeles alakjává avatták. Magyarul nyolc regénye és két elbeszéléskötete jelent meg.

## Élete
Oroszországi zsidó származású, bronxi család gyermekeként született, édesapja David Richard Doctorow, édesanyja Rose Levine Doctorow volt. 1948-ban fejezte be középiskolai tanulmányait New Yorkban, a Bronx High Schoolban, majd az ohiói Kenyon College-ba iratkozott be, ahol 1952-ben szerezte meg filozófiai diplomáját. Ezt követően posztgraduális drámaírásképzésen vett részt a Columbia Egyetemen, amit 1953–1955 közötti, javarészt egy németországi katonai támaszponton letöltött sorkatonai szolgálata szakított félbe. Időközben, 1954. augusztus 20-án feleségül vette Helen Esther Seltsert, s házasságukban a későbbiekben három gyermek született: Jenny, Caroline, Richard.
1955-ben leszerelt és 1959-ig a New York-i LaGuardia repülőtéren mint helyfoglalási ügyintéző dolgozott. Emellett forgatókönyv-olvasást vállalt a CBS televízió és a Columbia Picture számára, s ekkor írta meg első elbeszéléseit is. 1959-től 1964-ig a New American Library kiadói szerkesztője volt. Első, Welcome to Hard Times című regényével 1960-ban jelentkezett, s bár a könyvet később meg is filmesítették, nem keltett vele különösebb figyelmet. 1964-től a Dial Press felelős szerkesztőjeként, 1968-tól alelnökeként dolgozott. 1969–1970 között a Kaliforniai Egyetem bentlakó írója volt, s ekkor írta meg következő jelentős regényét, az 1971-ben megjelent Daniel könyve című művet, amelyet jelöltek a Nemzeti Könyvdíjra (National Book Award) is.
1971–1978 között a bronxville-i Sarah Lawrence College-ban tanított, időközben 1972-től mint Guggenheim-ösztöndíjas. Később is több oktatási intézményben vendégprofesszorkodott: 1974–1975-ben a Yale Drámaiskolában kreatív írást tanított, 1975-ben a Utahi Egyetemen oktatott. Ugyanebben az évben aratott fergeteges sikert Ragtime című könyvével, amelyért még ugyanabban az évben megkapta a National Book Critics Circle Awardot, az Arts and Letters Awardot, és amelyből Miloš Forman 1981-ben nagy sikerű filmet forgatott James Cagney főszereplésével. 1978. november 22-én mutatták be az off-Broadway egyik színházában első darabját Drinks before dinner címen. 1980–1981-ben már a Princetoni Egyetemen tanított ösztöndíjasként, 1982-től pedig a New York Egyetemen oktat angol nyelvet és amerikai irodalmat.
Az 1980-as években három fontos könyvvel, az 1930-as évek Amerikáját megelevenítő regényekkel jelentkezett: Vöcsök-tó (1980), Világkiállítás (1985), Billy Bathgate, a gengszterinas (1988). Erősen önéletrajzi ihletésű könyvével, a Világkiálítással 1986-ban megnyerte a Nemzeti Könyvdíjat. Az 1990-es évek után további három regénnyel jelentkezett, de ezekkel nem érte el a korábbi sikereket (A víztároló, 1994; Isten városa, 2000; A nagy menet, 2005). Doctorow az American Academy of Arts and Sciences tagja, az Authors Guild, az amerikai PEN club egyik igazgatója. A New York állambeli New Rochelle-ben élt. 84 éves korában, tüdőrákban halt meg.

## Munkássága
Doctorow sajátos, később védjegyévé vált történelemszemlélete már első elbeszéléseiben megmutatkozott. Egyik későbbi interjújában úgy nyilatkozott írói indulásáról és ihletének forrásáról, hogy a korábban kezébe került, az amerikai Vadnyugat történetéről írott fikciók untatták, s felismerte, hogy a múltról egészen másképpen kell „hazudni”, mint ahogy azt más mesemondók teszik. Ars poeticája a tényszerű valóság és a múlt fikció segítségével történő megértetése. Ennek nyomán írta meg első regényét, a Vadnyugaton játszódó Welcome to Hard Times című westerntörténetet. Az 1971-ben megjelent Daniel könyve – amelyben egy atomtitok kiadásáért kivégzett házaspár gyermekének történetét meséli el – már teljes érettségében villantotta fel a második világháború utáni Amerika mindennapjait hitelességre törekvő, de életteli, érzékeny ecsetvonásokkal, festői plaszticitással ábrázoló doctorowi stílust. Az 1900-as évek elején játszódó Ragtime-ban továbbfejlesztette ezt a „tényszerű fikciót”. A regény alakjaiban valós, az első világháború előtt élt amerikai személyek ötvöződnek kitalált figurákkal és jellemvonásokkal – a szerző szándéka szerint ezzel az írói eszközzel („hazugsággal”) teszi plasztikusabbá és hitelesebbé is a történelmi valóságot, észrevétlenül is közelebb viszi az olvasóhoz a múlt száraz tényeit. Írói hitvallását 1977-ben megjelent esszéjében (False documents) fogalmazta meg. Ezek szerint eme „irodalmi áldokumentumok” az olvasóban megelevenítik a múltat, és így a fikció a tudást segít rendszerbe szervezni.
Könyveiben az amerikai közép- és alsóosztály jellegzetes tagjai jelennek meg, a szűkebb kulturális hátteret gyakran a New York-i zsidó közösség adja, de a főszereplők identitásukat tekintve a haladó 20. század gyermekei, ateisták és konformisták, sorsukon keresztül tehát az amerikai nagyváros egész társadalma kirajzolódik. Könnyen szerethető alakjai a mindennapok valóságával sodródnak, küzdelmeik csüggedtekké és apatikusakká teszik őket. Kritikusai egyetértenek abban, hogy Mark Twain óta Doctorow az első olyan amerikai író, aki megkapó hitelességgel ábrázolja az amerikai álom és az amerikai valóság között meglévő szakadékot, s döntögeti a nemzeti ethosz körüli tabukat. Műveiben az amerikaiak emersoni idealizmus táplálta önbizalma nevetséges önáltatás, az amerikai patriotizmus csupán szűkkeblűség.
Munkássága során tíz regénye, két-két elbeszélés- és esszékötete, egy-egy drámája és önéletrajza jelent meg. Műveit húsz nyelvre fordították le, s négy regényét is megfilmesítették: Isten hozta Hard Timesban (1967, rendező Burt Kennedy), Ragtime (1981, Miloš Forman), Daniel (1981, Sidney Lumet), Billy Bathgate (1991, Robert Benton).

## Főbb művei, magyarul
Regények
- Welcome to Hard Times, New York, Simon and Schuster, 1960
- Big as life, New York, Simon and Schuster, 1966
- The book of Daniel, New York, Random House, 1971

Magyarul: Daniel könyve, ford. Szűr-Szabó Katalin, Budapest, Európa, 1990
- Ragtime, New York, Random House, 1975

Magyarul: Ragtime, ford. Göncz Árpád, Budapest, Európa, 1979
- Loon Lake, New York, Random House, 1980

Magyarul: Vöcsök-tó, ford. Debreczeni Júlia, Budapest, Európa, 1985
- World’s fair, New York, Random House, 1985

Magyarul: Világkiállítás, ford. Göncz Árpád, Budapest, Európa, 1988
- Billy Bathgate, New York, Random House, 1989

Magyarul: Billy Bathgate, a gengszterinas, ford. Debreczeni Júlia, Budapest, Európa, 1994
- The waterworks, New York, Random House, 1994.

Magyarul: A víztároló, ford. Debreczeni Júlia, Pozsony, Kalligram, 1998
- City of God, New York, Random House, 2000.

Magyarul: Isten városa, ford. M. Nagy Miklós, Budapest, Novella, 2002
- The march, New York, Random House, 2005.

Magyarul: A nagy menet. Regény egy polgárháborúból, ford. Elekes Dóra, Budapest, Novella, 2006
- Homer & Langley

Magyarul: A vak zongorista; ford. M. Nagy Miklós; Európa, Bp., 2016
Elbeszélések
- Lives of the poets: Six stories and a novella, New York, Random House, 1984

Magyarul: A költők élete, ford. Borbás Mária, Sipos Katalin, Zachár Zsófia, Budapest, Európa, 1989
- Sweet land stories, New York, Random House, 2004

Magyarul: Regénykék az édeni Amerikából, ford. M. Nagy Miklós, Budapest, Novella, 2004
Drámák, színdarabok
- Drinks before dinner, New York, Random House, 1979

Önéletrajz
- Reporting the universe, Cambridge, Harvard University Press, 2003

Esszék
- Jack London, Hemingway, and the Constitution: Selected essays 1977–1992, New York, Random House, 1993
- Creationists: Selected essays 1993-2006, New York, Random House, 2006